# Senecio saundersii
Senecio saundersii là một loài thực vật có hoa trong họ Cúc. Loài này được W.Sauer & E.Beck miêu tả khoa học đầu tiên năm 1992.